# 三牌楼站
三牌楼站，位于今南京市三牌楼大街北侧，是宁省铁路的车站。1909年通车，有2条站线，1958年被拆除。本站距下关站3.6公里，距丁家桥站1.3公里。

## 轶事
1912年1月1日，孙中山乘火车从上海站前往督署站就任总统时，林宗雪率女子北伐队在此站，向孙中山举枪致敬。